# Plecia hardyi
Plecia hardyi är en tvåvingeart som beskrevs av Yang och Guang Yu Luo 1988. Plecia hardyi ingår i släktet Plecia och familjen hårmyggor. Inga underarter finns listade i Catalogue of Life.